# 浅香吉幹
浅香 吉幹（あさか きちもと、1960年 - ）は、日本の法学者。東京大学大学院法学政治学研究科教授。比較法学会理事長。専門は英米法・比較法。

## 経歴
- 1983年 - 東京大学法学部卒業
- 1985年 - 東京大学大学院法学政治学研究科修士課程修了
- 1987年 - デューク大学ロー・スクール修士課程修了
- 1992年 - 東京大学法学部・法学政治学研究科助教授
- 2004年 - 同教授

## 所属学会
- 日米法学会
- 比較法学会
- 日本民事訴訟法学会
- American Bar Association
- Supreme Court Historical Society
- International Academy of Comparative Law

## 主要著書

### 単著
- 『現代アメリカの司法』（東京大学出版会・1999年）[3]
- 『アメリカ民事手続法』（弘文堂・2024年・第4版）[4]

### 共編
- （樋口範雄、柿嶋美子、岩田太）『アメリカ法判例百選』（有斐閣・2012年）[5]